# ティム・バーナーズ＝リー
ティモシー・"ティム"・ジョン・バーナーズ＝リー（英語: Timothy "Tim" John Berners-Lee、1955年6月8日 - ）は、イギリスの計算機科学者。ロバート・カイリューとともにWorld Wide Web（WWW）を考案し、ハイパーテキストシステムを実装・開発した人物である。またURL、HTTP、HTML の最初の設計は彼によるものである。
メリット勲章（OM）、大英帝国勲章（KBE）、FRS（王立協会フェロー）、FREng（王立工学アカデミーフェロー）、FRSA（王立技芸協会フェロー）を保持する。

## 経歴
出生地はロンドン。黎明期の電子計算機の一つであるManchester Mark Iの開発チームに参加していた数学者夫妻コンウェイ・バーナーズ＝リーとメアリー・リー・ウッズのもとに生まれる。
1973年にロンドンのエマニュエル校を卒業後、オックスフォード大学ザ・クイーンズ・カレッジに進学し物理学を専攻。在学時には自身最初のコンピュータをはんだごてとTTLゲート、M6800プロセッサ、中古のテレビ受像機を使って組み立てたこともあり、大学のコンピュータで友人とハッキングをして使用禁止にされたりもしたという。1976年に卒業後、英プレッセイ電信電話会社に2年間勤務。分散トランザクションシステムやメッセージ転送、バーコード技術などを担当した。1978年に英 D・G・ナッシュ社に転職し、インテリジェントプリンタ用のソフトウェアやマルチタスクOS などを開発した。

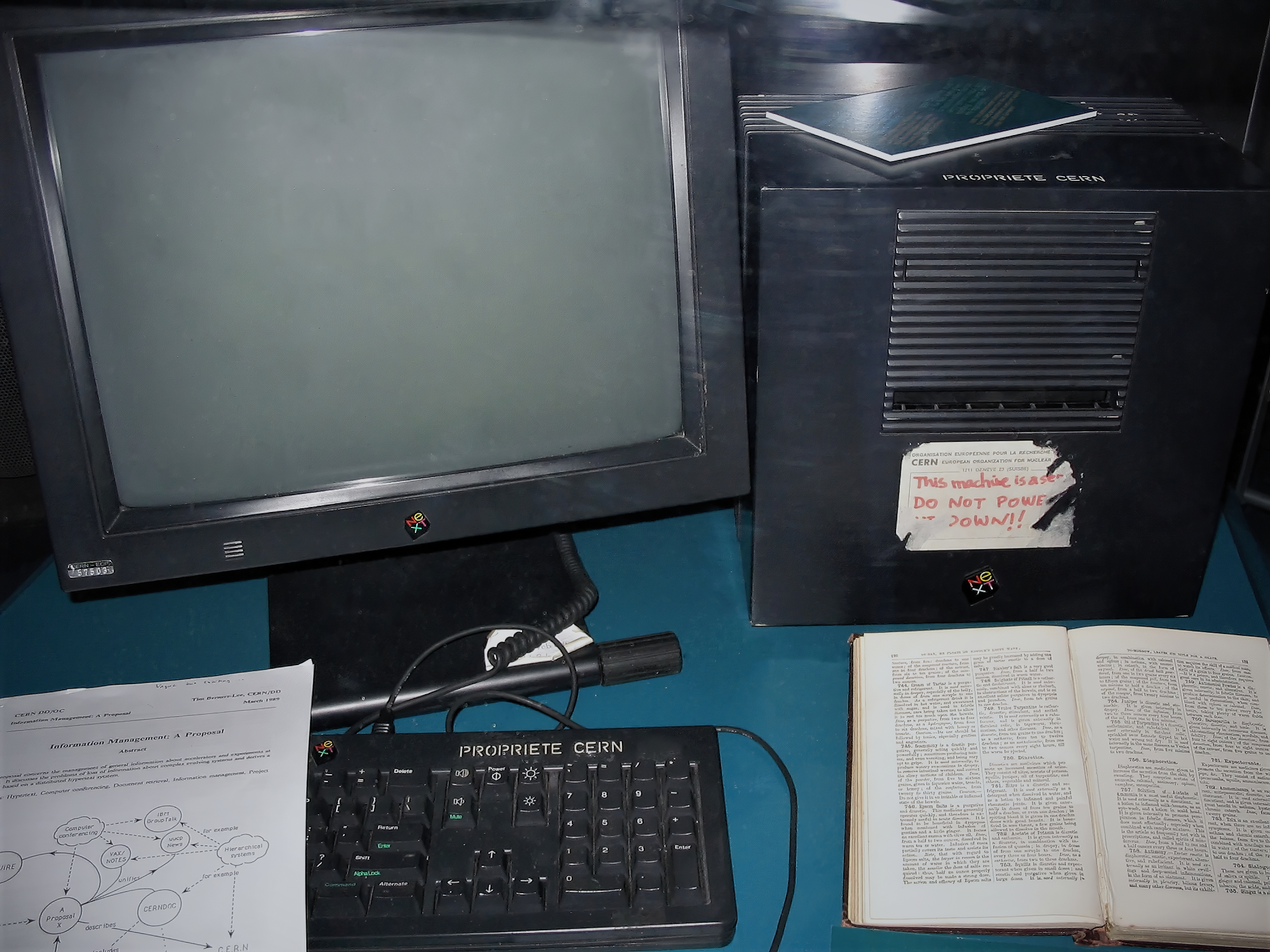
バーナーズ＝リーが CERN で使用したNeXTcube。初のWebサーバとなった。

その後、会社を辞めて個人でコンサルタントを営み、1980年6月にスイス・ジュネーヴの欧州原子核研究機構（CERN）にソフトウェア技術のコンサルタントとして6ヶ月間在籍した。バーナーズ＝リーは数千人に上る研究者や参加者に効率よく情報を行き渡らせるためのシステム開発を命じられるが、折しもバーナーズ＝リーは個人的開発作業の一環として、ランダムに他の文書と連結できる仕組みを持ったENQUIREを開発していた。公表こそされなかったものの、WWWの概念の基礎となるものであった。
1981年からの4年間は英 イメージ・コンピュータ・システムズ社の技術デザインの責任者を務めた後、1984年にCERNへ復帰すると科学データ閲覧のための分散リアルタイムシステムに関する業績でフェローシップを贈呈される。1989年3月、後にWWWへ発展することになる、CERN内の情報にアクセスするためのグローバルハイパーテキストプロジェクトの提案を公式に行う。上司マイク・センドールや同僚ロバート・カイリューの支援も受け、1990年11月にはより具体化した提案書 "WorldWideWeb: Proposal for a HyperText Project" を提出。同年12月にNEXTSTEP上で世界初のWebサーバであるhttpdと世界初のウェブブラウザ・HTMLエディタであるWorldWideWebを構築する。そして1990年12月20日、世界最初のウェブサイト http://info.cern.ch/ を公開する。
1991年8月6日には「World Wide Webプロジェクトに関する簡単な要約」をalt.hypertextニュースグループに投稿。CERNは1993年4月30日、WWWを誰に対しても無償で開放することを発表した。
1994年、マサチューセッツ工科大学に着任した直後 World Wide Web Consortium(W3C)を設立。WWWの仕様や指針、標準技術を策定・開発することで、WWWの可能性を最大限に導くことを目的としている。1999年、MITコンピュータ科学研究所内の 3Com 創業者会会長に就任。2004年12月にはサウサンプトン大学電子コンピュータ科学部の学部長兼教授に就任し、次世代のWeb技術として、Semantic Web技術の標準化を進めている。
2009年、World Wide Web Foundationを設立した。

## 栄誉・受賞

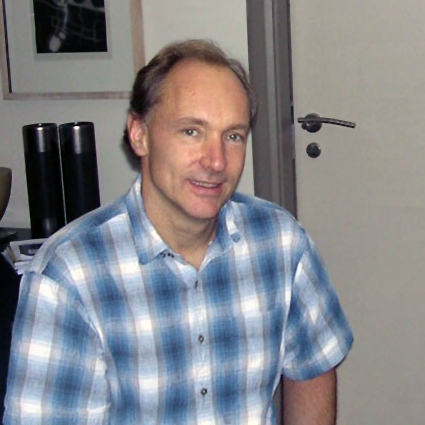
ティム・バーナーズ＝リー（2005年11月18日）

- 1995年 - アルス・エレクトロニカ賞を受賞。
- 1996年 - サウサンプトン大学から名誉博士号を授与される。
- 1996年10月30日 - C&C賞を受賞[13]。
- 1998年 - USENIX貢献賞を受賞。
- 1998年6月2日 - マッカーサー・フェローを受賞[14]。
- 1998年 - エドゥアルト・ライン財団技術賞受賞。
- 1999年 - 『タイム』誌の「20世紀で最も重要な人物100人」(100 Most Important People of the 20th Century)の一人に選ばれる[15]。
- 2000年 - ロンドン王立協会、ロイヤル・メダルを受賞。
- 2000年3月 - オープン大学から名誉博士号を授与される[16]。
- 2001年 - ロンドン王立協会の会員に選出。コロンビア大学、オックスフォード大学から名誉博士号を授与される。
- 2002年4月 - 日本国際賞を受賞[17]。
  - 2002年 - 英国王立技芸協会アルバート・メダル、アストゥリアス皇太子賞科学技術研究部門を受賞。
- 2003年 - WWW開発への重要な貢献に対してコンピュータ歴史博物館フェロー賞を受賞[18]。
- 2004年4月15日 - フィンランドのミレニアム技術賞を受賞[19]。
- 2004年7月16日 - 英女王エリザベス2世から大英帝国勲章中2番目の位のナイト・コマンダー（Knight Commander of the Order of the British Empire, KBE）の称号を授与される[3]。
- 2005年1月27日 - 2004年最も偉大な英国人（Greatest Briton 2004）を受賞[20]。
- 2007年 - 『デイリー・テレグラフ』紙の「存命中の天才100人」（Top 100 living geniuses）の投票で、アルバート・ホフマンと同率1位を獲得[21]。
- 2007年1月8日 - チャールズ・スターク・ドレイパー賞を受賞[22]。
- 2007年6月13日 - 英国王室からメリット勲章を授与される[23]。
- 2009年 - ウェビー賞生涯功績部門を受賞。
- 2009年4月28日 - 米国科学アカデミーの会員に選出される[24]。
- 2009年10月 - アムステルダム自由大学から名誉博士号を授与される[25][26]。
- 2012年ロンドンオリンピックの開会式の第2部に登場し、パフォーマンスを行う[27]。
- 2013年 - クイーンエリザベス工学賞を受賞[28]。
- 2017年 - 2016年度チューリング賞を受賞[29]。
- 2017年 - 慶應義塾大学から名誉博士号を授与される[30]。
- 2022年 - ソウル平和賞を受賞[31]。

## 著書
- Weaving the Web: The Original Design and Ultimate Destiny of the World Wide Web by Its Inventor, Mark Fischetti との共著, HarperSanFrancisco, 1999, ISBN 0-06-251586-1
  - 『Web の創成 World Wide Web はいかにして生まれどこに向かうのか』高橋徹（監訳）、毎日コミュニケーションズ、2001年、ISBN 4-8399-0287-9
- A Framework for Web Science, Wendy Hall, James A. Hendler との共著, Now Publishers, 2006, ISBN 1-933019-33-6